# 玛莎·梅里尔
玛莎·梅里尔（法語：Macha Méril，法語發音：[maʃa meʁil]，1940年9月3日—），法国女演员、作家。留里克王朝莫诺马霍维奇系加加林家族后人，本名玛利亚-玛格达琳娜·弗拉基米罗夫娜·加加林娜。

### 青年时期
Macha Méril于1940年出生，原名为玛丽亚-玛格达莱娜·弗拉基米罗芙娜·加加林娜公主（princesse Maria-Magdalena Vladimirovna Gagarina），父母为弗拉基米尔·阿纳托利耶维奇·加加林亲王与玛丽亚·弗谢沃洛多芙娜·别尔斯卡娅，均为俄国贵族，在十月革命后流亡至蓝色海岸。
她是家中最小的孩子，有一个同父异母的哥哥乔治（于1921年7月15日出生在尼斯，于1945年4月15日在德国阵亡）以及两个姐姐。她在法属摩洛哥保护国的拉巴特长大，父亲是一名农业工程师。1946年，她的父亲在前往德国寻找阵亡儿子乔治的遗体途中感染伤寒去世。当时年仅4岁的Macha与母亲和两个姐姐伊莲娜及伊丽莎白一起返回法国，定居于巴黎近郊的巴涅。
Macha Méril就读于玛丽-居里高中（位于索城）。她最初学习文学，后中断学业，进入TNP的夏尔·杜兰表演班，开始了演员生涯。热拉尔·乌里建议她选一个艺名，她保留了“玛莎”（Macha）这个俄语昵称，并以爵士女歌手海伦·梅里尔之名取“Méril”为姓，以示致敬。